# Benzatin benzilpenicilină
Benzatin benzilpenicilina sau penicilina G benzatinică (cu denumirea comercială Moldamin) este un antibiotic din clasa penicilinelor, derivat de la benzilpenicilină, utilizat în tratamentul unor infecții bacteriene. Printre acestea se numără: sifilisul, faringita streptococică, difteria, erizipelul și framboesia. Este utilizat și în prevenirea reumatismului articular acut. Calea de administrare disponibilă este intramusculară.
Se află pe lista medicamentelor esențiale ale Organizației Mondiale a Sănătății.

## Reacții adverse
Printre reacțiile adverse se numără reacțiile alergice (inclusiv anafilaxie), durerea și inflamația la locul administrării. Tratamentul nu este recomandat pacienților cu un istoric de alergie la peniciline.